# 瓜亞基爾市立圖書館
瓜亞基爾市立圖書館（西班牙語：Biblioteca Municipal de Guayaquil）是厄瓜多瓜亞基爾的市立公共圖書館，由厄瓜多爾政治家和作家佩德羅·卡博於1862年3月24日創建，為厄瓜多爾最大的圖書館之一，目前館藏書量達200萬冊。

## 外部連結

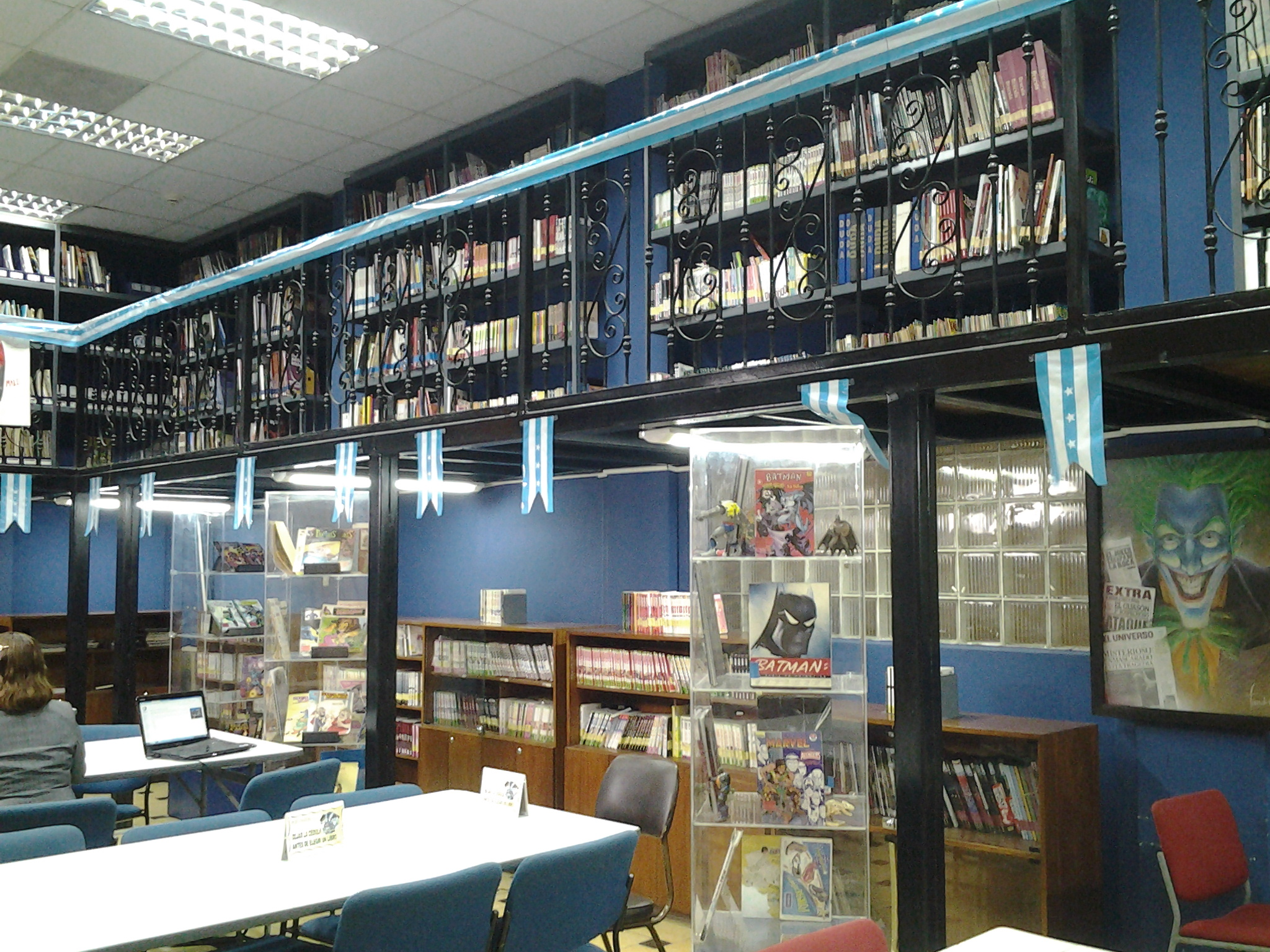
漫畫書區

- Biblioteca Municipal de Guayaquil

2°11′47″S 79°52′57″W / 2.196438°S 79.882607°W